# عثة منقطة
دودة الرمرام الساحلي (الاسم العلمي:Utetheisa lotrix)، حشرة عثية من أربوسية. توجد في معظم المناطق المدارية في العالم القديم.يبلغ حجمها مع جناحيها حوالي 30 ملم. وتتغذى يرقاتها على نباتات النطش.

## النويعات
- Utetheisa lotrix lotrix (Cramer, [1777]) – southern إيران، باكستان، الهند، سيشل، سريلانكا، الصين، اليابان، غينيا الجديدة، أستراليا، نيوزيلندا
- Utetheisa lotrix stigmata Rothschild, 1910 – مقاطعة جزر لويالتي  [لغات أخرى]‏، كاليدونيا الجديدة، هيبريدس الجديدة، فيجي، جزر سليمان، ساموا الغربية، تونغا، نييوي
- Utetheisa lotrix lepida (Rambur, [1866]) – مدغشقر، لا ريونيون
- Utetheisa lotrix socotrensis Jordan, 1939 – سقطرى

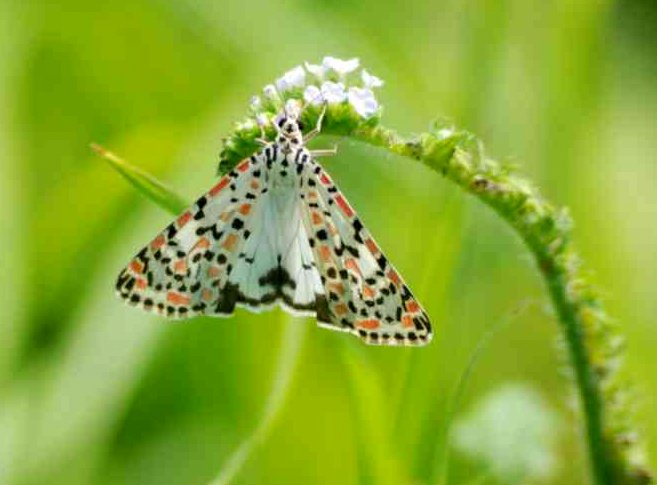
Crotalaria moth (Utetheisa lotrix), Kolkata, West Bengal, India

## روابط خارجية
- Australian Caterpillars نسخة محفوظة 23 أكتوبر 2009 على موقع واي باك مشين.